# Kielmin
Kielmin – mała osada w Polsce położona w województwie podlaskim, w powiecie augustowskim, w gminie Płaska na obszarze Puszczy Augustowskiej nad Kanałem Augustowskim. 
Osada jest częścią składową sołectwa Rudawka.
W latach 1975–1998 miejscowość należała administracyjnie do województwa suwalskiego.